# Piantoupasset
Piantoupasset eller Piantouguan eller Pianpasset (偏头关; Piāntóuguān eller 偏关; Piānguān) var en befästning för försvaret av  Kinesiska muren under Mingdynastin, i området där kinesiska muren följer Gula floden på gränsen mellan Shaanxi och Shanxi. Piantoupasset ligger 80 km väster om Shuozhou i Pianguan i Shanxi.
Kinesiska muren från öster möter Gula floden vid Laoniuwan (老牛湾), och följer sedan flodens östra strand söder ut till Hequ där sedan Yulinmuren fortsätter på västra sidan om floden. Piantoupasset uppfördes 1390 och expanderades 1429. 1569 renoverades murarna med ny stenbeläggning. I dag finns delar av den östra muren kvar. Piantoupasset tillsammans med Ningwupasset och Yanmenpasset kallas "De tre yttre passen" (外三关). ("De tre inre passen" är Juyongpasset, Zijingpasset och Daomapasset).
Under Mingdynastin låg försvaret av Piantoupasset under Taiyuan garnisonts ansvarsområde, och Piantoupasset var garnisonens högkvarter.